# خثية الخلايا
خثية الخلايا (بالإنجليزية: Bryocella)‏ هي جنس من البكتيريا، سلبية الغرام.